# Cabo Malin
El cabo Malin (en irlandés: Cionn Mhálanna) está ubicado en la península de Inishowen, condado de Donegal, es el punto extremo septentrional de los cabos de tierra firme en Irlanda, aunque más al norte que cualquier parte de ella. De hecho, el punto más septentrional es realmente el cabo llamado Banba's Crown («corona de Banba») en la misma península alrededor de 2 km (1 mi) al noreste. Banba fue una de las reinas en la mitología irlandesa. Banba's Crown queda a alrededor de 16 km (10 mi) al norte del pueblo de Malin. El cabo Malin queda a una latitud de 55.38ºN. Da su nombre a una estación de Shipping Forecast, en Malin. Hay una estación meteorológica en el cabo.
En la Geografía de Ptolomeo (siglo II d. C.) es descrito un punto llamado Βορειον (Boreion, «norte») que probablemente se refería al Malin Head.

## Localidad
Al noreste puede verse la isla de Inishtrahull. El primer faro en la isla estuvo operativo en 1813, y la luz brilla cada 30 segundos. Sobre Banba's Crown al este queda la playa de Ballyhillion, un sistema único de playa de importancia científica internacional.[cita requerida] La muy marcada línea de costa muestra la relación cambiante entre el mar y la tierra desde el tiempo en que los glaciares comenzaron a fundirse, de unos 15.000 años de antigüedad. En aquella época, el condado de Donegal estaba deprimido por el peso de una inmensa sábana de hielo, de manera que el nivel del mar, en relación con la costa actual, llegaba hasta los 80 pies de alto que hoy. Las más grandes dunas de arena de Europa están en Lagg, a lo largo del norte de la bahía Trawbrega.[cita requerida]

## En tiempo de guerra

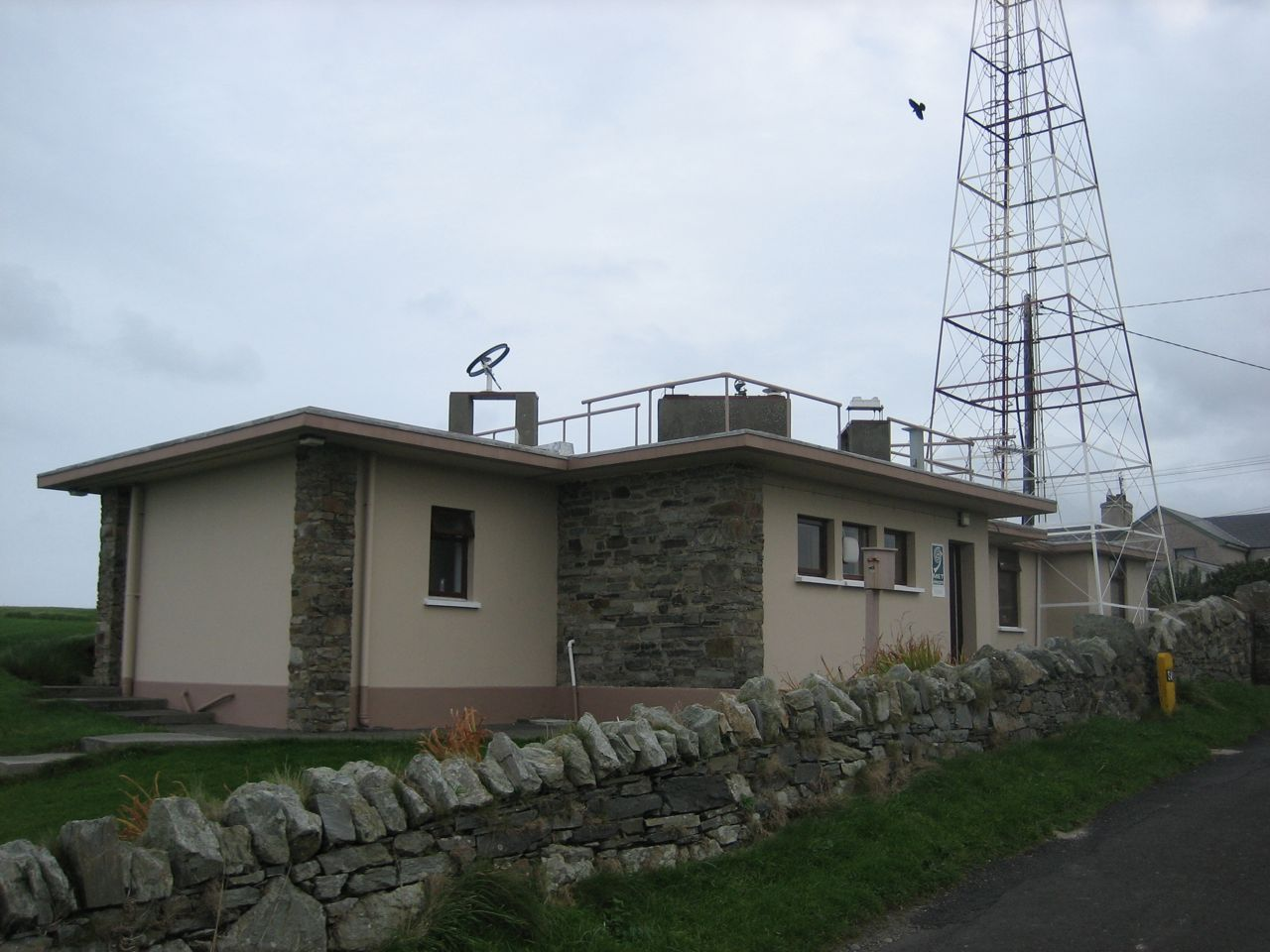
La estación Met Eireann en el cabo de Malin.

Durante la Segunda Guerra Mundial, el gobierno irlandés permitió a los británicos que ubicaran dos RDF en el cabo. Esta operación de alto secreto fue mencionada en el informe Cranborne. El equipo RDF se usó para monitorizar a los U-Boote y la actividad aérea en el Atlántico norte.
Tras la guerra, el lugar se convirtió en una estación meteorológica Met Éireann para el Servicio meteorológico irlandés. También hay una, la Navtex.

## Ornitología
El cabo Malin es uno de los pocos lugares de Europa donde puede oírse al elusivo Corn Crake. También es un lugar ventajoso desde el que mirar las migraciones otoñales de pájaros marinos como alcatraces, pardelas, estercoráridos, álcidos y otros, en sus vuelos hacia el sur.

## Galería

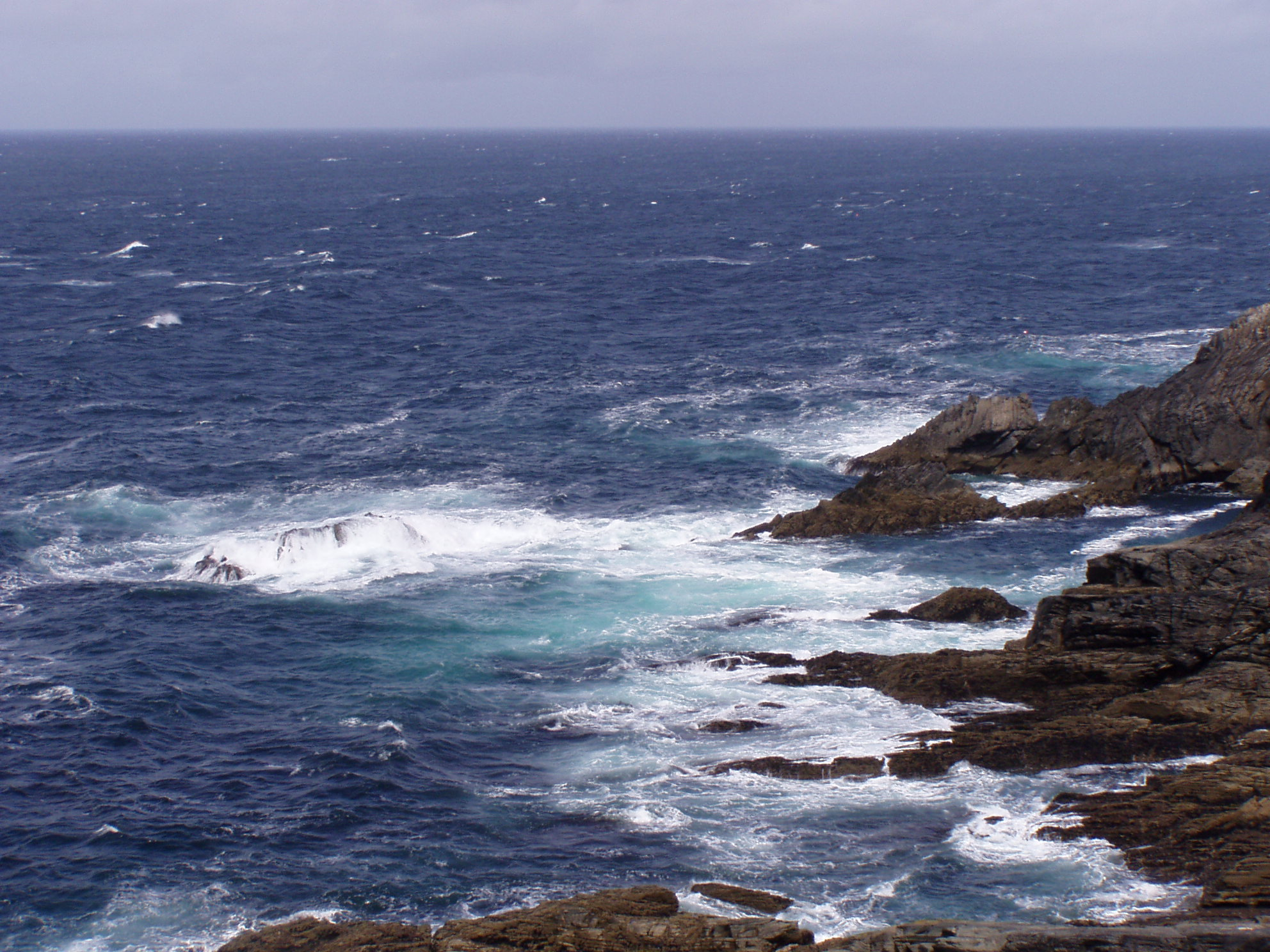
Vista de la abrupta costa alrededor del cabo
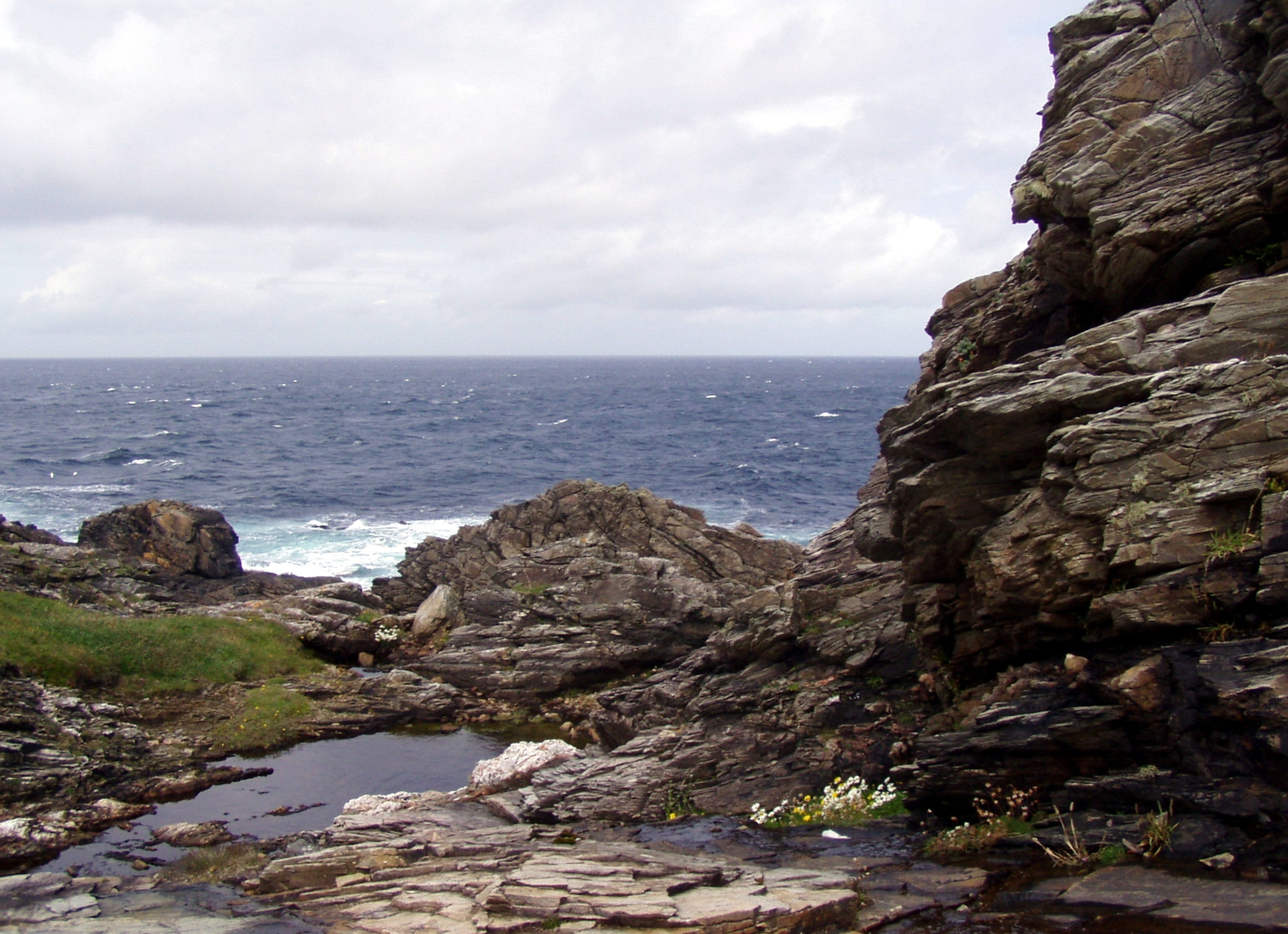
Marea baja por debajo de los acantilados del cabo Malin
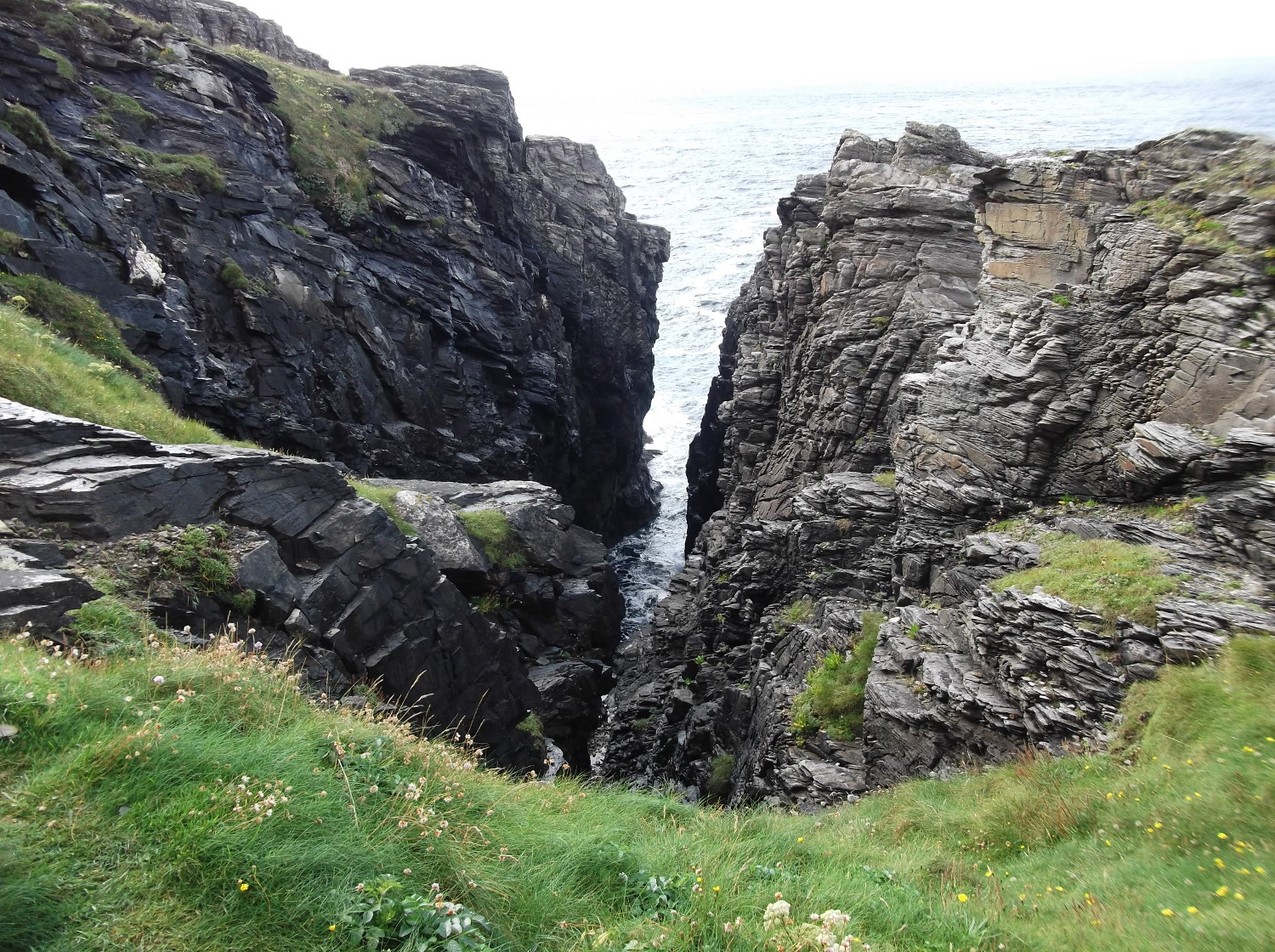
Caverna del agujero del infierno